# レイク・ワシントン造船所
レイク・ワシントン造船所（Lake Washington Shipyard）は、シアトルの東、ワシントン湖畔のホートン（現在のカークランド）にあったアメリカ北西部の造船所である。多くの民間船やアメリカ海軍の艦船を建造した。閉鎖後、湖畔の造船所跡地は「カリヨン・ポイント都市再開発」により商業および住宅開発が行われた。

## 歴史

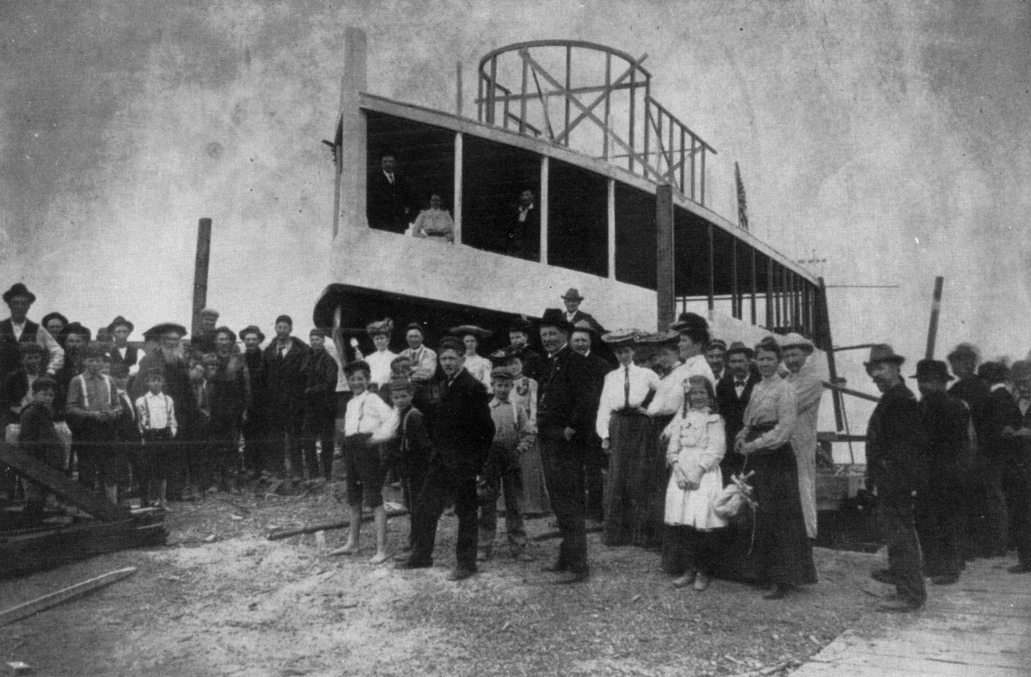
1900年頃のアンダーソン造船所

レイク・ワシントン造船所は、19世紀にアンダーソン造船所として設立された。この造船所は木製のタグボートやフェリーの建造を専門としていた。1923年、アンダーソン造船所はチャールズ・バーカードによって買収され、レイク・ワシントン造船所と改名され、鉄鋼造船に切り替えた。第二次世界大戦中、従業員は9,000人まで増え、造船だけでなく小型船の修理会社としても大きな存在となった。レイク・ワシントン造船所は1960年代に閉鎖され、建物は解体された。その後、シアトル・シーホークスが練習場として使用した。1990年代にカリヨン・ポイントの商業・住宅開発が行われ、新しい街に生まれ変わった。

## 建造された船
レイクワシントン造船所ではアメリカ海軍のバーネガット級水上機母艦（AVP）の多くが建造された。第二次世界大戦後に沿岸警備隊に移管され、カッターや海洋基地船舶として再配備された。
建造された艦船には以下のものがある（進水または引き渡した年も記載）。
- イサクア - フェリー、1914年
- キッツァップ - 商船、1925年
- Bessie Mac - 観光船、1926年
- シーファーラー - 観光船、1926年
- Dixie II - 漁船、1927年
- Caleb Haley - 漁船、1928年
- Bainbridge - フェリー、1928年
- David B - 商船、1929年
- W.B.Foshay - フェリー、1929年
- Vashon - フェリー、1930年
- Tongass 100 - 貨物船、1930年
- ビクトリア - 観光船、1932年
- カラカラ - 商船、1935年[4]
- Robert Gray - タグボート、1936年
- KW 252 - 貨物運搬船、1940年
- パスファインダー（英語版） - アメリカ海軍の測量船、1942年[5][6][7]
- エクスプローラー（英語版） - アメリカ海軍の測量船、1940年
- アロエ級網敷設艦32隻のうち4隻
  - アロエ（英語版） - 1941年
  - アッシュ（英語版） - 1941年
  - ボックスウッド（英語版） - 1941年
  - バターナッツ（英語版） - 1941年
- バーネガット級水上機母艦30隻のうち25隻
  - アプセコン（USS Absecon, AVP-23）
  - シンコティーグ（USS Chincoteague, AVP-24）
  - クース・ベイ（USS Coos Bay, AVP-25）
  - ハーフ・ムーン（USS Half Moon, AVP-26）
  - モブジャック（USS Mobjack, AVP-27）
  - オイスター・ベイ（USS Oyster Bay, AVP-28）
  - バラタリア（USS Barataria, AVP-33）
  - ベーリング・ストレイト（USS Bering Strait, AVP-34）
  - キャッスル・ロック（USS Castle Rock, AVP-35）
  - クック・インレット（USS Cook Inlet, AVP-36）
  - コーソン（USS Corson, AVP-37）
  - ダックスベリー・ベイ（USS Duxbury Bay, AVP-38）
  - ガーディナーズ・ベイ（USS Gardiners Bay, AVP-39）
  - フロイズ・ベイ（USS Floyds Bay, AVP-40）
  - グリニッジ・ベイ（USS Greenwich Bay, AVP-41）
  - オンスロウ（USS Onslow, AVP-48）
  - オルカ（USS Orca, AVP-49）
  - リホボス（USS Rehoboth, AVP-50）
  - サン・カルロス（USS San Carlos, AVP-51）
  - セリコフ（USS Shelikof, AVP-52）
  - スサン（USS Suisun, AVP-53）
  - ティンバリエ（USS Timbalier, AVP-54）
  - ヴァルカー（USS Valcour, AVP-55）
  - ワチャップリーグ（USS Wachapreague, AVP-56）
  - ウィロビー（USS Willoughby, AVP-57）
- Delaware - トロール船、1956年
- ナクネク - 旅客船、1966年
- ジョーカー - 旅客船、1967年

## シアトル・シーホークス
ナショナルフットボールリーグのエクスパンション・シアトル・シーホークスは、最初の10シーズン（1976年～1985年）、敷地の南端を拠点に活動していた。